# Агдере (Ордубадский район)
Агдере (азерб. Ağdərə) —  посёлок в Ордубадском районе Нахичеванской Автономной Республики Азербайджана. Основан в 1950 году.

## География
Расположен у отрогов Зангезурского хребта, на берегу реки Гиланчай (приток реки Аракс) в 26 км к северо-западу от районного центра Ордубада, вблизи трассы Ордубад-Нургют.

## Население
По данным на 1976 год в Агдере проживало 56 человек, действовал горно-обогатительный комбинат.
В настоящее время постоянного населения не имеет, но в посёлке функционирует станция наблюдения Батабатской астрофизической обсерватории.